# Пронин, Василий Николаевич
Василий Николаевич Пронин (25 февраля 1925 — 21 октября 2001) — передовик советского машиностроения, механик Конструкторского бюро химического машиностроения Министерства общего машиностроения СССР, Московской области, Герой Социалистического Труда (1971).

## Биография
Родился 25 февраля 1925 года в Тамбовской губернии в русской семье. С 1950 года трудился в Опытно-конструкторском бюро №2 Научно-исследовательского института №88 Министерства вооружения СССР в городе Калининграде (ныне Королёв) Московской области. В 1956 году данное ОКБ было выделено в самостоятельное подразделение, а в 1967 году преобразовано в Конструкторское бюро химического машиностроения Министерства общего машиностроения СССР.
В совершенстве овладел профессией. Являлся специалистом по наземной отработке жидкостных ракетных двигателей, созданных в КБХМ. Был в числе тех специалистов, кто готовил запуски первых искусственных спутников Земли и автоматических межпланетных станций, а также пилотируемых космических кораблей типа «Восток», «Восход» и всех разновидностей и модификаций «Союз».
За выдающиеся заслуги в выполнении заданий пятилетнего плана и создание новой техники закрытым Указом Президиума Верховного Совета СССР от 26 апреля 1971 года Василию Николаевичу Пронину было присвоено звание Героя Социалистического Труда с вручением ордена Ленина и золотой медали «Серп и Молот».
В дальнейшем продолжал трудовую деятельность. Работа в КБХМ до выхода на заслуженный отдых.
Проживал в Московской области. Умер 21 октября 2001 года. Похоронен на Невзоровском кладбище в деревне Невзорово Пушкинского района.

## Награды
За трудовые успехи удостоен:
- золотая звезда «Серп и Молот» (26.04.1971),
- орден Ленина (26.04.1971),
- Орден «Знак Почёта» (28.04.1963),
- другие медали.